# 托卡里夫卡 (克里韋奧澤羅區)
48°6′16″N 30°38′7″E / 48.10444°N 30.63528°E
托卡里夫卡（烏克蘭語：Токарівка），是烏克蘭的村落，位於該國南部尼古拉耶夫州，由克里韋奧澤羅區負責管轄，面積1.6平方公里，海拔高度106米，2001年人口176，人口密度每平方公里108.7人。